# Prestatyn
Prestatyn és una localitat balneària del nord-est de Gal·les que forma part del comtat de Denbighshire i s'aboca a la badia de Liverpool (mar d'Irlanda).
Prestatyn es troba a la part nord-oriental del comtat de Denbighshire, al límit amb el comtat de Flintshire i una mica a l'oest de l'estuari del riu Dee. Està situada entre les localitats de Rhyl i Holywell; respectivament, a l'est de la primera i al nord de la segona.
Al cens del 2011, Prestatyn comptava amb una població de 18.850 habitants. La localitat va experimentar un lleuger increment demogràfic respecte del 2001, quan tenia 16.570 habitants. El 1991 tenia -en canvi- 15.020 habitants.

## Història
La ubicació actual de la ciutat ha estat ocupada des de temps prehistòrics. Les eines prehistòriques trobades en les coves de Graig Fawr, en el poble proper de Meliden, confirmen aquesta presència humana primerenca.
Entre els llocs d'interès de la ciutat, figuren les ruïnes del castell de Prestatyn, construït probablement al voltant del 1164 pel normand Robert de Banastre i destruït el 1167 per Owain Gwynedd.

## Esports
- L'equip de futbol local és el Prestatyn Town Football Club.[5] La tradició futbolística de la ciutat es remunta als anys noranta del segle xix.
- L'equip de rugby local, amb seu a Rhyl, és el Prestatyn and Rhyl Panthers.[6]

## Festes i esdeveniments
- Prestatyn Carnival, a l'estiu[7]